# Sportvereinigung Bayer 04 Leverkusen 1980-1981
Questa voce raccoglie le informazioni riguardanti la Sportvereinigung Bayer 04 Leverkusen nelle competizioni ufficiali della stagione 1980-1981.

## Stagione
Nella stagione 1980-1981 il Bayer Leverkusen, allenato da Willibert Kremer, concluse il campionato di Bundesliga al 11º posto. In Coppa di Germania il Bayer Leverkusen fu eliminato al secondo turno dal Kickers Offenbach.

## Rosa
| N. |                     | Ruolo | Calciatore            |
| -- | ------------------- | ----- | --------------------- |
|    | Germania (bandiera) | P     | Fred-Werner Bockholt  |
|    | Germania (bandiera) | P     | Valentin Herr         |
|    | Germania (bandiera) | P     | Hubert Makel          |
|    | Germania (bandiera) | D     | Dietmar Demuth        |
|    | Germania (bandiera) | D     | Andreas Fehse         |
|    | Germania (bandiera) | D     | Jürgen Gelsdorf       |
|    | Germania (bandiera) | D     | Matthias Hönerbach    |
|    | Germania (bandiera) | D     | Thomas Hörster        |
|    | Germania (bandiera) | D     | Peter Klimke          |
|    | Germania (bandiera) | D     | Walter Posner         |
|    | Germania (bandiera) | D     | Hans-Jürgen Scheinert |
|    | Germania (bandiera) | C     | Klaus Bruckmann       |

| N. |                     | Ruolo | Calciatore         |
| -- | ------------------- | ----- | ------------------ |
|    | Germania (bandiera) | C     | Kurt Eigl          |
|    | Germania (bandiera) | C     | Markus Elmer       |
|    | Germania (bandiera) | C     | Jürgen Glowacz     |
|    | Germania (bandiera) | C     | Harry Gniech       |
|    | Germania (bandiera) | C     | Peter Hermann      |
|    | Germania (bandiera) | C     | Horst Knauf        |
|    | Germania (bandiera) | C     | Klaus Meul         |
|    | Germania (bandiera) | A     | Christian Beer     |
|    | Germania (bandiera) | A     | Dieter Herzog      |
|    | Norvegia (bandiera) | A     | Arne Larsen Økland |
|    | Germania (bandiera) | A     | Peter Szech        |
|    | Germania (bandiera) | A     | Wolfgang Vöge      |

## Organigramma societario
Area tecnica
- Allenatore: Willibert Kremer
- Allenatore in seconda:
- Preparatore dei portieri:
- Preparatori atletici:

## Calciomercato

### Sessione estiva
| Acquisti | Acquisti           | Acquisti                    | Acquisti |
| R.       | Nome               | da                          | Modalità |
| -------- | ------------------ | --------------------------- | -------- |
| C        | Markus Elmer       | Stoccarda                   |          |
| P        | Valentin Herr      | Bayer Leverkusen II         |          |
| D        | Matthias Hönerbach | Bayer Leverkusen (juniores) |          |
| A        | Arne Larsen Økland | Bryne                       |          |
| A        | Wolfgang Vöge      | Borussia Dortmund           |          |

| Cessioni | Cessioni         | Cessioni           | Cessioni |
| R.       | Nome             | a                  | Modalità |
| -------- | ---------------- | ------------------ | -------- |
| C        | Norbert Ziegler  | Freiburger         |          |
| A        | Matthias Brücken | Viktoria Colonia   |          |
| D        | Willi Korth      | Schwarz-Weiß Essen |          |
| A        | Klaus Schulze    | Salisburgo         |          |

### Sessione invernale
| Acquisti | Acquisti | Acquisti | Acquisti |
| R.       | Nome     | da       | Modalità |
| -------- | -------- | -------- | -------- |

| Cessioni | Cessioni | Cessioni | Cessioni |
| R.       | Nome     | a        | Modalità |
| -------- | -------- | -------- | -------- |

## Risultati

### Bundesliga

#### Girone di andata
| Arbitro: | Aldinger |

|  |           |            |
|  | Marcatori | 27’ Melzer |

| Arbitro: | Eschweiler |

|              |           |            |
| Woodcock 90’ | Marcatori | 63’ Økland |

| Arbitro: | Ohmsen |

|                                         |           |                          |
| Økland 23’ Herzog 60’ Demuth 84’ (rig.) | Marcatori | 77’ Nickel 87’ Nachtweih |

| Arbitro: | Uhlig |

|            |           |  |
| Lienen 73’ | Marcatori |  |

| Arbitro: | Walz |

|                                            |           |              |
| Vöge 30’ Demuth 63’ Glowacz 67’ Gniech 77’ | Marcatori | 86’ Mattsson |

| Arbitro: | Gabor |

|                              |           |  |
| Hoeneß 45’, 76’ Breitner 58’ | Marcatori |  |

| Arbitro: | Pauly |

|                               |           |                 |
| Vöge 38’ Økland 45’, 76’, 84’ | Marcatori | 86’ Burgsmüller |

| Arbitro: | Risse |

|                                        |           |                            |
| Seel 22’ Zewe 67’ Theis 75’ Dusend 82’ | Marcatori | 64’, 84’ Elmer 70’ Glowacz |

| Arbitro: | Tritschler |

|                                                      |           |  |
| Bruckmann 11’ Økland 37’ Demuth 79’ (rig.) Szech 90’ | Marcatori |  |

| Arbitro: | Ahlenfelder |

|           |           |            |
| Geils 47’ | Marcatori | 84’ Økland |

| Arbitro: | Linn |

|                   |           |          |
| Struth 28’ (rig.) | Marcatori | 24’ Vöge |

| Arbitro: | Redelfs |

|                   |           |              |
| Demuth 24’ (rig.) | Marcatori | 17’ Allgöwer |

| Arbitro: | Joos |

|                         |           |  |
| Magath 51’ Hrubesch 83’ | Marcatori |  |

| Arbitro: | Engel |

|            |           |           |
| Økland 50’ | Marcatori | 54’ Sidka |

| Arbitro: | Klauser |

|           |           |            |
| Knüwe 67’ | Marcatori | 25’ Demuth |

| Arbitro: | Messmer |

|          |           |             |
| Vöge 57’ | Marcatori | 67’ Seliger |

| Arbitro: | Walz |

|              |           |           |
| Reinhardt 9’ | Marcatori | 83’ Szech |

#### Girone di ritorno
| Arbitro: | Ross |

|                                        |           |           |
| Funkel 9’ Briegel 84’ (rig.) Riedl 88’ | Marcatori | 32’ Szech |

| Arbitro: | Hennig |

|            |           |            |
| Økland 46’ | Marcatori | 68’ Engels |

| Arbitro: | Niebergall |

|                 |           |  |
| Nickel 20’, 23’ | Marcatori |  |

| Arbitro: | Föckler |

|             |           |                                                     |
| Hörster 78’ | Marcatori | 45’, 56’ Hannes 77’ Matthäus 79’ Lienen 87’ Nielsen |

| Arbitro: | Kasperowski |

|                        |           |  |
| Eggeling 27’, 42’, 69’ | Marcatori |  |

| Arbitro: | Horeis |

|                     |           |  |
| Økland 4’, 19’, 24’ | Marcatori |  |

| Arbitro: | Retzmann |

|                                                          |           |                             |
| Burgsmüller 4’, 45’, 74’ Eðvaldsson 17’ Huber 89’ (rig.) | Marcatori | 33’ Bruckmann 55’, 84’ Vöge |

| Arbitro: | Walz |

|                    |           |  |
| Szech 15’ Vöge 60’ | Marcatori |  |

| Arbitro: | Schmoock |

|                                  |           |               |
| Džoni 41’ Drexler 49’ Kügler 65’ | Marcatori | 22’ Bruckmann |

| Arbitro: | Joos |

|                        |           |  |
| Gelsdorf 2’ Økland 68’ | Marcatori |  |

| Arbitro: | Gabor |

|                                     |           |  |
| Økland 17’ Gelsdorf 43’ Hermann 63’ | Marcatori |  |

| Arbitro: | Klauser |

|                                |           |                    |
| Müller 20’ (rig.) Ohlicher 87’ | Marcatori | 44’ (rig.) Glowacz |

| Arbitro: | Linn |

|                   |           |                        |
| Glowacz 7’ (rig.) | Marcatori | 17’ Hartwig 47’ Magath |

| Arbitro: | Clajus |

|            |           |  |
| Senzen 60’ | Marcatori |  |

| Arbitro: | Schmoock |

|                       |           |  |
| Klimke 22’ Økland 69’ | Marcatori |  |

| Arbitro: | Schmidhuber |

|                |           |                                            |
| Dietz 83’, 89’ | Marcatori | 7’ Demuth 43’ Herzog 65’ Glowacz 70’ Szech |

| Arbitro: | Heitmann |

|            |           |                 |
| Økland 73’ | Marcatori | 48’ Heidenreich |

### Coppa di Germania
| Arbitro: | Schön |

|                       |           |                                                                                    |
| Kröning 34’ Rahts 89’ | Marcatori | 16’, 43’, 71’ Vöge 50’ (aut.) Pudel 68’ Herzog 78’ Gelsdorf 83’ Ziegler 90’ Posner |

| Arbitro: | Horeis |

|                                                  |           |                         |
| Bein 23’, 34’ Kling 36’ Paulus 72’ Grünewald 88’ | Marcatori | 10’ Elmer 20’ Bruckmann |

## Statistiche

### Statistiche di squadra
| Competizione      | Punti | In casa | In casa | In casa | In casa | In casa | In casa | In trasferta | In trasferta | In trasferta | In trasferta | In trasferta | In trasferta | Totale | Totale | Totale | Totale | Totale | Totale | DR |
| Competizione      | Punti | G       | V       | N       | P       | Gf      | Gs      | G            | V            | N            | P            | Gf           | Gs           | G      | V      | N      | P      | Gf     | Gs     | DR |
| ----------------- | ----- | ------- | ------- | ------- | ------- | ------- | ------- | ------------ | ------------ | ------------ | ------------ | ------------ | ------------ | ------ | ------ | ------ | ------ | ------ | ------ | -- |
| Bundesliga        | 30    | 17      | 9       | 5       | 3       | 34      | 17      | 17           | 1            | 5            | 11           | 18           | 36           | 34     | 10     | 10     | 14     | 52     | 53     | -1 |
| Coppa di Germania | -     | 0       | 0       | 0       | 0       | 0       | 0       | 2            | 1            | 0            | 1            | 10           | 7            | 2      | 1      | 0      | 1      | 10     | 7      | +3 |
| Totale            | 30    | 17      | 9       | 5       | 3       | 34      | 17      | 19           | 2            | 5            | 12           | 28           | 43           | 36     | 11     | 10     | 15     | 62     | 60     | +2 |

### Andamento in campionato
| Giornata  | 1  | 2  | 3  | 4  | 5  | 6  | 7  | 8  | 9  | 10 | 11 | 12 | 13 | 14 | 15 | 16 | 17 | 18 | 19 | 20 | 21 | 22 | 23 | 24 | 25 | 26 | 27 | 28 | 29 | 30 | 31 | 32 | 33 | 34 |
| --------- | -- | -- | -- | -- | -- | -- | -- | -- | -- | -- | -- | -- | -- | -- | -- | -- | -- | -- | -- | -- | -- | -- | -- | -- | -- | -- | -- | -- | -- | -- | -- | -- | -- | -- |
| Luogo     | C  | T  | C  | T  | C  | T  | C  | T  | C  | T  | T  | C  | T  | C  | T  | C  | T  | T  | C  | T  | C  | T  | C  | T  | C  | T  | C  | C  | T  | C  | T  | C  | T  | C  |
| Risultato | P  | N  | V  | P  | V  | P  | V  | P  | V  | N  | N  | N  | P  | N  | N  | N  | N  | P  | N  | P  | P  | P  | V  | P  | V  | P  | V  | V  | P  | P  | P  | V  | V  | N  |
| Posizione | 15 | 13 | 10 | 11 | 11 | 11 | 10 | 11 | 10 | 6  | 7  | 7  | 9  | 9  | 9  | 8  | 8  | 10 | 10 | 12 | 12 | 13 | 13 | 13 | 12 | 12 | 12 | 11 | 11 | 12 | 12 | 12 | 11 | 11 |

Legenda:

Luogo: C = Casa; T = Trasferta. Risultato: V = Vittoria; N = Pareggio; P = Sconfitta.

### Statistiche dei giocatori
| Giocatore    | Bundesliga | Bundesliga | Bundesliga  | Bundesliga | Coppa di Germania | Coppa di Germania | Coppa di Germania | Coppa di Germania | Totale   | Totale | Totale      | Totale     |
| Giocatore    | Presenze   | Reti       | Ammonizioni | Espulsioni | Presenze          | Reti              | Ammonizioni       | Espulsioni        | Presenze | Reti   | Ammonizioni | Espulsioni |
| ------------ | ---------- | ---------- | ----------- | ---------- | ----------------- | ----------------- | ----------------- | ----------------- | -------- | ------ | ----------- | ---------- |
| C. Beer      | 1          | 0          | 0           | 0          | 0                 | 0                 | 0                 | 0                 | 1        | 0      | 0           | 0          |
| F. Bockholt  | 34         | 0          | 2           | 0          | 2                 | 0                 | 0                 | 0                 | 36       | 0      | 2           | 0          |
| K. Bruckmann | 30         | 3          | 2           | 0          | 1                 | 1                 | 0                 | 0                 | 31       | 4      | 2           | 0          |
| D. Demuth    | 25         | 6          | 3           | 0          | 2                 | 0                 | 1                 | 0                 | 27       | 6      | 4           | 0          |
| K. Eigl      | 2          | 0          | 0           | 0          | 0                 | 0                 | 0                 | 0                 | 2        | 0      | 0           | 0          |
| M. Elmer     | 17         | 2          | 2           | 0          | 2                 | 1                 | 0                 | 0                 | 19       | 3      | 2           | 0          |
| A. Fehse     | 0          | 0          | 0           | 0          | 0                 | 0                 | 0                 | 0                 | 0        | 0      | 0           | 0          |
| J. Gelsdorf  | 24         | 2          | 1           | 0          | 2                 | 1                 | 0                 | 0                 | 26       | 3      | 1           | 0          |
| J. Glowacz   | 30         | 5          | 7           | 0          | 2                 | 0                 | 0                 | 0                 | 32       | 5      | 7           | 0          |
| H. Gniech    | 18         | 1          | 1           | 0          | 1                 | 0                 | 0                 | 0                 | 19       | 1      | 1           | 0          |
| P. Hermann   | 25         | 1          | 2           | 0          | 1                 | 0                 | 0                 | 0                 | 26       | 1      | 2           | 0          |
| V. Herr      | 0          | 0          | 0           | 0          | 0                 | 0                 | 0                 | 0                 | 0        | 0      | 0           | 0          |
| D. Herzog    | 27         | 2          | 1           | 0          | 2                 | 1                 | 0                 | 0                 | 29       | 3      | 1           | 0          |
| M. Hönerbach | 0          | 0          | 0           | 0          | 0                 | 0                 | 0                 | 0                 | 0        | 0      | 0           | 0          |
| T. Hörster   | 29         | 1          | 4           | 0          | 2                 | 0                 | 0                 | 0                 | 31       | 1      | 4           | 0          |
| P. Klimke    | 20         | 1          | 0           | 0          | 1                 | 0                 | 0                 | 0                 | 21       | 1      | 0           | 0          |
| H. Knauf     | 2          | 0          | 0           | 0          | 0                 | 0                 | 0                 | 0                 | 2        | 0      | 0           | 0          |
| H. Makel     | 1          | 0          | 0           | 0          | 0                 | 0                 | 0                 | 0                 | 1        | 0      | 0           | 0          |
| K. Meul      | 1          | 0          | 0           | 0          | 0                 | 0                 | 0                 | 0                 | 1        | 0      | 0           | 0          |
| W. Posner    | 31         | 0          | 3           | 0          | 1                 | 1                 | 0                 | 0                 | 32       | 1      | 3           | 0          |
| H. Scheinert | 3          | 0          | 0           | 0          | 0                 | 0                 | 0                 | 0                 | 3        | 0      | 0           | 0          |
| P. Szech     | 29         | 5          | 3           | 0          | 1                 | 0                 | 0                 | 0                 | 30       | 5      | 3           | 0          |
| W. Vöge      | 31         | 7          | 3           | 0          | 2                 | 3                 | 0                 | 0                 | 33       | 10     | 3           | 0          |
| N. Ziegler   | 2          | 0          | 0           | 0          | 1                 | 1                 | 0                 | 0                 | 3        | 1      | 0           | 0          |
| A. Økland    | 34         | 16         | 0           | 0          | 2                 | 0                 | 0                 | 0                 | 36       | 16     | 0           | 0          |